# Phaxas adriaticus
Phaxas adriaticus is een tweekleppigensoort uit de familie van de Pharidae. De wetenschappelijke naam van de soort is voor het eerst geldig gepubliceerd in 1933 door Coen.